# Walter Franz (Philologe)
Walter Franz (* 1893 in Königsberg i. Pr.; † 1958 in Münster) war ein deutscher Philologe.
Franz studierte an der Albertus-Universität Königsberg Deutsch und Neuphilologie. Als Soldat im Ersten Weltkrieg wurde er schwer verwundet. 1921 wurde er zum Dr. phil. promoviert. Als Gymnasiallehrer in Königsberg war er von 1922 bis 1943 Studienrat an der Hindenburg-Oberrealschule, dann Oberstudienrat am Löbenichtschen Realgymnasium. Zeitlebens befasste er sich mit der mittelalterlichen Geschichte seiner Vaterstadt.